# Eleições legislativas de 2011 em Vila Nova de Gaia

## Resultados Oficiais
| Partido                 | Partido                               | Votos   | %               | +/-   |
| ----------------------- | ------------------------------------- | ------- | --------------- | ----- |
|                         | Partido Social Democrata              | 60 522  | 36,92 / 100,00  | 9,62  |
|                         | Partido Socialista                    | 51 916  | 31,67 / 100,00  | 9,59  |
|                         | CDS – Partido Popular                 | 16 565  | 10,11 / 100,00  | 1,04  |
|                         | Coligação Democrática Unitária        | 12 057  | 7,36 / 100,00   | 0,80  |
|                         | Bloco de Esquerda                     | 10 004  | 6,10 / 100,00   | 4,48  |
|                         | PCTP/MRPP                             | 1 674   | 1,02 / 100,00   | 0,23  |
|                         | Partido pelos Animais e pela Natureza | 1 654   | 1,01 / 100,00   | Novo  |
|                         | Outros                                | 3 047   | 1,84 / 100,00   |       |
| Votos Inválidos         | Votos Inválidos                       | 6 489   | 3,96 / 100,00   | 1,23  |
| Total                   | Total                                 | 163 928 | 100,00 / 100,00 |       |
| Eleitorado/Participação | Eleitorado/Participação               | 255 190 | 64,24 / 100,00  | 1,04  |
| Fonte                   | Fonte                                 | [ 1 ]   | [ 1 ]           | [ 1 ] |

## Resultados por Freguesia
Os resultados seguintes referem-se aos partidos que obtiveram mais de 1,00% dos votos:
| Freguesia                         | %     | %     | %     | %     | %    | %    | %    | Votantes |
| Freguesia                         | PSD   | PS    | CDS   | CDU   | BE   | PCTP | PAN  | Votantes |
| --------------------------------- | ----- | ----- | ----- | ----- | ---- | ---- | ---- | -------- |
| Arcozelo                          | 44,52 | 24,29 | 12,59 | 5,57  | 5,21 | 0,86 | 1,03 | 8 021    |
| Avintes                           | 28,73 | 39,67 | 8,21  | 10,76 | 5,14 | 1,17 | 0,92 | 6 300    |
| Canelas                           | 34,95 | 32,75 | 9,81  | 6,50  | 6,87 | 1,19 | 1,15 | 6 799    |
| Canidelo                          | 31,37 | 36,24 | 9,11  | 7,99  | 7,06 | 1,04 | 1,08 | 14 113   |
| Crestuma                          | 40,75 | 35,06 | 8,50  | 6,52  | 3,53 | 0,88 | 0,28 | 1 811    |
| Grijó                             | 42,55 | 29,67 | 9,82  | 5,59  | 5,40 | 1,15 | 0,75 | 5 835    |
| Gulpilhares                       | 40,01 | 25,49 | 14,29 | 6,46  | 5,62 | 0,95 | 1,21 | 5 681    |
| Lever                             | 50,28 | 24,83 | 8,56  | 5,24  | 3,21 | 0,79 | 0,51 | 1 776    |
| Madalena                          | 36,80 | 32,45 | 9,33  | 7,77  | 5,40 | 0,93 | 1,07 | 5 498    |
| Mafamude                          | 41,52 | 26,39 | 11,29 | 7,08  | 6,70 | 0,68 | 1,08 | 21 704   |
| Olival                            | 34,30 | 35,14 | 13,26 | 4,80  | 4,30 | 1,26 | 0,53 | 3 583    |
| Oliveira do Douro                 | 31,77 | 35,50 | 8,81  | 9,34  | 6,66 | 1,16 | 0,89 | 12 628   |
| Pedroso                           | 35,33 | 35,94 | 9,78  | 5,81  | 4,94 | 1,21 | 0,87 | 10 225   |
| Perosinho                         | 40,29 | 31,70 | 10,86 | 4,89  | 5,06 | 0,85 | 0,94 | 3 398    |
| Sandim                            | 47,50 | 28,19 | 9,69  | 3,39  | 3,86 | 1,00 | 0,83 | 3 600    |
| São Félix da Marinha              | 41,54 | 29,82 | 10,15 | 5,72  | 4,68 | 1,12 | 0,91 | 6 904    |
| São Pedro da Afurada              | 33,28 | 43,72 | 8,20  | 4,81  | 4,32 | 0,82 | 1,15 | 1 830    |
| Seixezelo                         | 45,42 | 30,34 | 7,59  | 5,06  | 5,58 | 0,52 | 0,78 | 1 147    |
| Sermonde                          | 43,08 | 30,40 | 8,80  | 6,21  | 3,88 | 1,42 | 0,52 | 773      |
| Serzedo                           | 39,89 | 29,94 | 9,56  | 7,10  | 4,97 | 1,21 | 1,09 | 4 141    |
| Valadares                         | 33,81 | 32,10 | 9,70  | 9,30  | 6,82 | 0,78 | 1,16 | 6 010    |
| Vila Nova de Gaia - Santa Marinha | 35,03 | 31,65 | 9,83  | 8,92  | 7,06 | 0,88 | 1,23 | 16 341   |
| Vilar de Andorinho                | 30,65 | 34,40 | 8,69  | 9,12  | 8,05 | 1,60 | 1,10 | 8 571    |
| Vilar do Paraíso                  | 36,15 | 29,31 | 10,91 | 8,00  | 7,27 | 1,20 | 0,98 | 7 239    |
| Vila Nova de Gaia                 | 36,92 | 31,67 | 10,11 | 7,36  | 6,10 | 1,02 | 1,01 | 163 928  |

#### Arcozelo
| Partido                 | Partido                               | Votos  | %               | +/-   |
| ----------------------- | ------------------------------------- | ------ | --------------- | ----- |
|                         | Partido Social Democrata              | 3 571  | 44,52 / 100,00  | 10,78 |
|                         | Partido Socialista                    | 1 948  | 24,29 / 100,00  | 11,09 |
|                         | CDS – Partido Popular                 | 1 010  | 12,59 / 100,00  | 0,68  |
|                         | Coligação Democrática Unitária        | 447    | 5,57 / 100,00   | 0,81  |
|                         | Bloco de Esquerda                     | 418    | 5,21 / 100,00   | 3,97  |
|                         | Partido pelos Animais e pela Natureza | 83     | 1,03 / 100,00   | Novo  |
|                         | Outros                                | 222    | 2,76 / 100,00   |       |
| Votos Inválidos         | Votos Inválidos                       | 322    | 4,02 / 100,00   | 1,29  |
| Total                   | Total                                 | 8 021  | 100,00 / 100,00 |       |
| Eleitorado/Participação | Eleitorado/Participação               | 12 089 | 66,35 / 100,00  | 0,59  |

#### Avintes
| Partido                 | Partido                        | Votos  | %               | +/-  |
| ----------------------- | ------------------------------ | ------ | --------------- | ---- |
|                         | Partido Socialista             | 2 499  | 39,67 / 100,00  | 6,96 |
|                         | Partido Social Democrata       | 1 810  | 28,73 / 100,00  | 8,14 |
|                         | Coligação Democrática Unitária | 678    | 10,76 / 100,00  | 0,58 |
|                         | CDS – Partido Popular          | 517    | 8,21 / 100,00   | 0,34 |
|                         | Bloco de Esquerda              | 324    | 5,14 / 100,00   | 4,42 |
|                         | PCTP/MRPP                      | 74     | 1,17 / 100,00   | 0,19 |
|                         | Outros                         | 174    | 2,76 / 100,00   |      |
| Votos Inválidos         | Votos Inválidos                | 224    | 3,56 / 100,00   | 0,82 |
| Total                   | Total                          | 6 300  | 100,00 / 100,00 |      |
| Eleitorado/Participação | Eleitorado/Participação        | 10 110 | 62,31 / 100,00  | 1,71 |

#### Canelas
| Partido                 | Partido                               | Votos  | %               | +/-   |
| ----------------------- | ------------------------------------- | ------ | --------------- | ----- |
|                         | Partido Social Democrata              | 2 376  | 34,95 / 100,00  | 9,92  |
|                         | Partido Socialista                    | 2 227  | 32,75 / 100,00  | 11,01 |
|                         | CDS – Partido Popular                 | 667    | 9,81 / 100,00   | 0,74  |
|                         | Bloco de Esquerda                     | 467    | 6,87 / 100,00   | 4,11  |
|                         | Coligação Democrática Unitária        | 442    | 6,50 / 100,00   | 0,94  |
|                         | PCTP/MRPP                             | 81     | 1,19 / 100,00   | 0,37  |
|                         | Partido pelos Animais e pela Natureza | 78     | 1,15 / 100,00   | Novo  |
|                         | Outros                                | 136    | 2,02 / 100,00   |       |
| Votos Inválidos         | Votos Inválidos                       | 325    | 4,78 / 100,00   | 1,90  |
| Total                   | Total                                 | 6 799  | 100,00 / 100,00 |       |
| Eleitorado/Participação | Eleitorado/Participação               | 10 729 | 63,37 / 100,00  | 2,22  |

#### Canidelo
| Partido                 | Partido                               | Votos  | %               | +/-   |
| ----------------------- | ------------------------------------- | ------ | --------------- | ----- |
|                         | Partido Socialista                    | 5 114  | 36,24 / 100,00  | 10,19 |
|                         | Partido Social Democrata              | 4 427  | 31,37 / 100,00  | 10,74 |
|                         | CDS – Partido Popular                 | 1 285  | 9,11 / 100,00   | 0,89  |
|                         | Coligação Democrática Unitária        | 1 128  | 7,99 / 100,00   | 0,93  |
|                         | Bloco de Esquerda                     | 996    | 7,06 / 100,00   | 5,17  |
|                         | Partido pelos Animais e pela Natureza | 153    | 1,08 / 100,00   | Novo  |
|                         | PCTP/MRPP                             | 147    | 1,04 / 100,00   | 0,21  |
|                         | Outros                                | 285    | 2,01 / 100,00   |       |
| Votos Inválidos         | Votos Inválidos                       | 578    | 4,09 / 100,00   | 1,24  |
| Total                   | Total                                 | 14 113 | 100,00 / 100,00 |       |
| Eleitorado/Participação | Eleitorado/Participação               | 22 231 | 63,48 / 100,00  | 1,38  |

#### Crestuma
| Partido                 | Partido                        | Votos | %               | +/-  |
| ----------------------- | ------------------------------ | ----- | --------------- | ---- |
|                         | Partido Social Democrata       | 738   | 40,75 / 100,00  | 8,38 |
|                         | Partido Socialista             | 635   | 35,06 / 100,00  | 6,25 |
|                         | CDS – Partido Popular          | 154   | 8,50 / 100,00   | 0,38 |
|                         | Coligação Democrática Unitária | 118   | 6,52 / 100,00   | 0,63 |
|                         | Bloco de Esquerda              | 64    | 3,53 / 100,00   | 3,50 |
|                         | Outros                         | 47    | 2,62 / 100,00   |      |
| Votos Inválidos         | Votos Inválidos                | 55    | 3,03 / 100,00   | 0,54 |
| Total                   | Total                          | 1 811 | 100,00 / 100,00 |      |
| Eleitorado/Participação | Eleitorado/Participação        | 2 512 | 72,09 / 100,00  | 2,70 |

#### Grijó
| Partido                 | Partido                        | Votos | %               | +/-   |
| ----------------------- | ------------------------------ | ----- | --------------- | ----- |
|                         | Partido Social Democrata       | 2 483 | 42,55 / 100,00  | 10,23 |
|                         | Partido Socialista             | 1 731 | 29,67 / 100,00  | 10,42 |
|                         | CDS – Partido Popular          | 573   | 9,82 / 100,00   | 0,71  |
|                         | Coligação Democrática Unitária | 326   | 5,59 / 100,00   | 0,85  |
|                         | Bloco de Esquerda              | 315   | 5,40 / 100,00   | 3,56  |
|                         | PCTP/MRPP                      | 67    | 1,15 / 100,00   | 0,23  |
|                         | Outros                         | 146   | 2,50 / 100,00   |       |
| Votos Inválidos         | Votos Inválidos                | 194   | 3,32 / 100,00   | 1,08  |
| Total                   | Total                          | 5 835 | 100,00 / 100,00 |       |
| Eleitorado/Participação | Eleitorado/Participação        | 8 939 | 65,28 / 100,00  | 2,24  |

#### Gulpilhares
| Partido                 | Partido                               | Votos | %               | +/-   |
| ----------------------- | ------------------------------------- | ----- | --------------- | ----- |
|                         | Partido Social Democrata              | 2 273 | 40,01 / 100,00  | 11,01 |
|                         | Partido Socialista                    | 1 448 | 25,49 / 100,00  | 11,68 |
|                         | CDS – Partido Popular                 | 812   | 14,29 / 100,00  | 2,18  |
|                         | Coligação Democrática Unitária        | 367   | 6,46 / 100,00   | 1,07  |
|                         | Bloco de Esquerda                     | 319   | 5,62 / 100,00   | 5,08  |
|                         | Partido pelos Animais e pela Natureza | 69    | 1,21 / 100,00   | Novo  |
|                         | Outros                                | 138   | 2,42 / 100,00   |       |
| Votos Inválidos         | Votos Inválidos                       | 255   | 4,48 / 100,00   | 1,57  |
| Total                   | Total                                 | 5 681 | 100,00 / 100,00 |       |
| Eleitorado/Participação | Eleitorado/Participação               | 8 726 | 65,10 / 100,00  | 0,75  |

#### Lever
| Partido                 | Partido                        | Votos | %               | +/-   |
| ----------------------- | ------------------------------ | ----- | --------------- | ----- |
|                         | Partido Social Democrata       | 893   | 50,28 / 100,00  | 11,49 |
|                         | Partido Socialista             | 441   | 24,83 / 100,00  | 9,50  |
|                         | CDS – Partido Popular          | 152   | 8,56 / 100,00   | 0,73  |
|                         | Coligação Democrática Unitária | 93    | 5,24 / 100,00   | 0,52  |
|                         | Bloco de Esquerda              | 57    | 3,21 / 100,00   | 4,08  |
|                         | Outros                         | 64    | 2,84 / 100,00   |       |
| Votos Inválidos         | Votos Inválidos                | 76    | 4,28 / 100,00   | 1,05  |
| Total                   | Total                          | 1 776 | 100,00 / 100,00 |       |
| Eleitorado/Participação | Eleitorado/Participação        | 2 679 | 66,29 / 100,00  | 3,97  |

#### Madalena
| Partido                 | Partido                               | Votos | %               | +/-   |
| ----------------------- | ------------------------------------- | ----- | --------------- | ----- |
|                         | Partido Social Democrata              | 2 023 | 36,80 / 100,00  | 11,22 |
|                         | Partido Socialista                    | 1 784 | 32,45 / 100,00  | 11,96 |
|                         | CDS – Partido Popular                 | 513   | 9,33 / 100,00   | 0,98  |
|                         | Coligação Democrática Unitária        | 427   | 7,77 / 100,00   | 1,14  |
|                         | Bloco de Esquerda                     | 297   | 5,40 / 100,00   | 4,27  |
|                         | Partido pelos Animais e pela Natureza | 59    | 1,07 / 100,00   | Novo  |
|                         | Outros                                | 159   | 2,90 / 100,00   |       |
| Votos Inválidos         | Votos Inválidos                       | 236   | 4,29 / 100,00   | 1,40  |
| Total                   | Total                                 | 5 498 | 100,00 / 100,00 |       |
| Eleitorado/Participação | Eleitorado/Participação               | 8 474 | 64,88 / 100,00  | 0,90  |

#### Mafamude
| Partido                 | Partido                               | Votos  | %               | +/-  |
| ----------------------- | ------------------------------------- | ------ | --------------- | ---- |
|                         | Partido Social Democrata              | 9 012  | 41,52 / 100,00  | 9,59 |
|                         | Partido Socialista                    | 5 727  | 26,39 / 100,00  | 9,14 |
|                         | CDS – Partido Popular                 | 2 450  | 11,29 / 100,00  | 1,69 |
|                         | Coligação Democrática Unitária        | 1 537  | 7,08 / 100,00   | 0,80 |
|                         | Bloco de Esquerda                     | 1 455  | 6,70 / 100,00   | 5,65 |
|                         | Partido pelos Animais e pela Natureza | 235    | 1,08 / 100,00   | Novo |
|                         | Outros                                | 470    | 2,17 / 100,00   |      |
| Votos Inválidos         | Votos Inválidos                       | 818    | 3,77 / 100,00   | 1,38 |
| Total                   | Total                                 | 21 704 | 100,00 / 100,00 |      |
| Eleitorado/Participação | Eleitorado/Participação               | 33 670 | 64,46 / 100,00  | 0,64 |

#### Olival
| Partido                 | Partido                        | Votos | %               | +/-  |
| ----------------------- | ------------------------------ | ----- | --------------- | ---- |
|                         | Partido Socialista             | 1 259 | 35,14 / 100,00  | 8,53 |
|                         | Partido Social Democrata       | 1 229 | 34,30 / 100,00  | 7,70 |
|                         | CDS – Partido Popular          | 475   | 13,26 / 100,00  | 0,76 |
|                         | Coligação Democrática Unitária | 172   | 4,80 / 100,00   | 0,54 |
|                         | Bloco de Esquerda              | 154   | 4,30 / 100,00   | 3,73 |
|                         | PCTP/MRPP                      | 45    | 1,26 / 100,00   | 0,73 |
|                         | Outros                         | 89    | 2,47 / 100,00   |      |
| Votos Inválidos         | Votos Inválidos                | 160   | 4,47 / 100,00   | 1,60 |
| Total                   | Total                          | 3 583 | 100,00 / 100,00 |      |
| Eleitorado/Participação | Eleitorado/Participação        | 5 221 | 68,63 / 100,00  | 1,57 |

#### Oliveira do Douro
| Partido                 | Partido                        | Votos  | %               | +/-  |
| ----------------------- | ------------------------------ | ------ | --------------- | ---- |
|                         | Partido Socialista             | 4 483  | 35,50 / 100,00  | 8,37 |
|                         | Partido Social Democrata       | 4 012  | 31,77 / 100,00  | 8,94 |
|                         | Coligação Democrática Unitária | 1 180  | 9,34 / 100,00   | 0,66 |
|                         | CDS – Partido Popular          | 1 112  | 8,81 / 100,00   | 0,39 |
|                         | Bloco de Esquerda              | 841    | 6,66 / 100,00   | 4,46 |
|                         | PCTP/MRPP                      | 147    | 1,16 / 100,00   | 0,13 |
|                         | Outros                         | 361    | 2,85 / 100,00   |      |
| Votos Inválidos         | Votos Inválidos                | 492    | 3,89 / 100,00   | 1,39 |
| Total                   | Total                          | 12 628 | 100,00 / 100,00 |      |
| Eleitorado/Participação | Eleitorado/Participação        | 20 083 | 62,88 / 100,00  | 1,87 |

#### Pedroso
| Partido                 | Partido                        | Votos  | %               | +/-  |
| ----------------------- | ------------------------------ | ------ | --------------- | ---- |
|                         | Partido Socialista             | 3 675  | 35,94 / 100,00  | 8,46 |
|                         | Partido Social Democrata       | 3 612  | 35,33 / 100,00  | 8,57 |
|                         | CDS – Partido Popular          | 1 000  | 9,78 / 100,00   | 1,23 |
|                         | Coligação Democrática Unitária | 594    | 5,81 / 100,00   | 0,78 |
|                         | Bloco de Esquerda              | 505    | 4,94 / 100,00   | 4,50 |
|                         | PCTP/MRPP                      | 124    | 1,21 / 100,00   | 0,42 |
|                         | Outros                         | 304    | 2,98 / 100,00   |      |
| Votos Inválidos         | Votos Inválidos                | 411    | 4,02 / 100,00   | 0,91 |
| Total                   | Total                          | 10 225 | 100,00 / 100,00 |      |
| Eleitorado/Participação | Eleitorado/Participação        | 15 920 | 64,23 / 100,00  | 1,15 |

#### Perosinho
| Partido                 | Partido                        | Votos | %               | +/-  |
| ----------------------- | ------------------------------ | ----- | --------------- | ---- |
|                         | Partido Social Democrata       | 1 369 | 40,29 / 100,00  | 7,81 |
|                         | Partido Socialista             | 1 077 | 31,70 / 100,00  | 8,25 |
|                         | CDS – Partido Popular          | 369   | 10,86 / 100,00  | 0,98 |
|                         | Bloco de Esquerda              | 172   | 5,06 / 100,00   | 2,92 |
|                         | Coligação Democrática Unitária | 166   | 4,89 / 100,00   | 0,40 |
|                         | Outros                         | 127   | 3,73 / 100,00   |      |
| Votos Inválidos         | Votos Inválidos                | 118   | 3,47 / 100,00   | 0,55 |
| Total                   | Total                          | 3 398 | 100,00 / 100,00 |      |
| Eleitorado/Participação | Eleitorado/Participação        | 5 171 | 65,71 / 100,00  | 0,56 |

#### Sandim
| Partido                 | Partido                        | Votos | %               | +/-   |
| ----------------------- | ------------------------------ | ----- | --------------- | ----- |
|                         | Partido Social Democrata       | 1 710 | 47,50 / 100,00  | 10,76 |
|                         | Partido Socialista             | 1 015 | 28,19 / 100,00  | 9,16  |
|                         | CDS – Partido Popular          | 349   | 9,69 / 100,00   | 1,73  |
|                         | Bloco de Esquerda              | 139   | 3,86 / 100,00   | 2,28  |
|                         | Coligação Democrática Unitária | 122   | 3,39 / 100,00   | 0,35  |
|                         | PCTP/MRPP                      | 36    | 1,00 / 100,00   | 0,28  |
|                         | Outros                         | 108   | 2,98 / 100,00   |       |
| Votos Inválidos         | Votos Inválidos                | 121   | 3,36 / 100,00   | 0,48  |
| Total                   | Total                          | 3 600 | 100,00 / 100,00 |       |
| Eleitorado/Participação | Eleitorado/Participação        | 5 485 | 65,63 / 100,00  | 2,22  |

#### São Félix da Marinha
| Partido                 | Partido                        | Votos  | %               | +/-   |
| ----------------------- | ------------------------------ | ------ | --------------- | ----- |
|                         | Partido Social Democrata       | 2 868  | 41,54 / 100,00  | 9,46  |
|                         | Partido Socialista             | 2 059  | 29,82 / 100,00  | 10,53 |
|                         | CDS – Partido Popular          | 701    | 10,15 / 100,00  | 1,34  |
|                         | Coligação Democrática Unitária | 395    | 5,72 / 100,00   | 0,42  |
|                         | Bloco de Esquerda              | 323    | 4,68 / 100,00   | 3,05  |
|                         | PCTP/MRPP                      | 77     | 1,12 / 100,00   | 0,33  |
|                         | Outros                         | 204    | 2,99 / 100,00   |       |
| Votos Inválidos         | Votos Inválidos                | 277    | 4,01 / 100,00   | 1,27  |
| Total                   | Total                          | 6 904  | 100,00 / 100,00 |       |
| Eleitorado/Participação | Eleitorado/Participação        | 10 201 | 67,68 / 100,00  | 1,14  |

#### São Pedro da Afurada
| Partido                 | Partido                               | Votos | %               | +/-   |
| ----------------------- | ------------------------------------- | ----- | --------------- | ----- |
|                         | Partido Socialista                    | 800   | 43,72 / 100,00  | 9,91  |
|                         | Partido Social Democrata              | 609   | 33,28 / 100,00  | 10,85 |
|                         | CDS – Partido Popular                 | 150   | 8,20 / 100,00   | 1,86  |
|                         | Coligação Democrática Unitária        | 88    | 4,81 / 100,00   | 0,25  |
|                         | Bloco de Esquerda                     | 79    | 4,32 / 100,00   | 3,87  |
|                         | Partido pelos Animais e pela Natureza | 21    | 1,15 / 100,00   | Novo  |
|                         | Outros                                | 40    | 2,17 / 100,00   |       |
| Votos Inválidos         | Votos Inválidos                       | 43    | 2,35 / 100,00   | 0,19  |
| Total                   | Total                                 | 1 830 | 100,00 / 100,00 |       |
| Eleitorado/Participação | Eleitorado/Participação               | 2 899 | 63,13 / 100,00  | 0,03  |

#### Seixezelo
| Partido                 | Partido                        | Votos | %               | +/-   |
| ----------------------- | ------------------------------ | ----- | --------------- | ----- |
|                         | Partido Social Democrata       | 521   | 45,42 / 100,00  | 10,03 |
|                         | Partido Socialista             | 348   | 30,34 / 100,00  | 9,42  |
|                         | CDS – Partido Popular          | 87    | 7,59 / 100,00   | 0,05  |
|                         | Bloco de Esquerda              | 64    | 5,58 / 100,00   | 3,59  |
|                         | Coligação Democrática Unitária | 58    | 5,06 / 100,00   | 0,60  |
|                         | Outros                         | 37    | 3,21 / 100,00   |       |
| Votos Inválidos         | Votos Inválidos                | 32    | 2,79 / 100,00   | 0,82  |
| Total                   | Total                          | 1 147 | 100,00 / 100,00 |       |
| Eleitorado/Participação | Eleitorado/Participação        | 1 572 | 72,96 / 100,00  | 1,04  |

#### Sermonde
| Partido                 | Partido                        | Votos | %               | +/-  |
| ----------------------- | ------------------------------ | ----- | --------------- | ---- |
|                         | Partido Social Democrata       | 333   | 43,08 / 100,00  | 7,30 |
|                         | Partido Socialista             | 235   | 30,40 / 100,00  | 9,17 |
|                         | CDS – Partido Popular          | 68    | 8,80 / 100,00   | 0,96 |
|                         | Coligação Democrática Unitária | 48    | 6,21 / 100,00   | 2,29 |
|                         | Bloco de Esquerda              | 30    | 3,88 / 100,00   | 3,83 |
|                         | PCTP/MRPP                      | 11    | 1,42 / 100,00   | 0,41 |
|                         | Outros                         | 16    | 2,08 / 100,00   |      |
| Votos Inválidos         | Votos Inválidos                | 32    | 4,14 / 100,00   | 0,86 |
| Total                   | Total                          | 773   | 100,00 / 100,00 |      |
| Eleitorado/Participação | Eleitorado/Participação        | 1 116 | 69,27 / 100,00  | 3,10 |

#### Serzedo
| Partido                 | Partido                               | Votos | %               | +/-   |
| ----------------------- | ------------------------------------- | ----- | --------------- | ----- |
|                         | Partido Social Democrata              | 1 652 | 39,89 / 100,00  | 8,62  |
|                         | Partido Socialista                    | 1 240 | 29,94 / 100,00  | 11,57 |
|                         | CDS – Partido Popular                 | 396   | 9,56 / 100,00   | 1,40  |
|                         | Coligação Democrática Unitária        | 294   | 7,10 / 100,00   | 0,79  |
|                         | Bloco de Esquerda                     | 206   | 4,97 / 100,00   | 2,53  |
|                         | PCTP/MRPP                             | 50    | 1,21 / 100,00   | 0,44  |
|                         | Partido pelos Animais e pela Natureza | 45    | 1,09 / 100,00   | Novo  |
|                         | Outros                                | 76    | 1,82 / 100,00   |       |
| Votos Inválidos         | Votos Inválidos                       | 182   | 4,39 / 100,00   | 1,28  |
| Total                   | Total                                 | 4 141 | 100,00 / 100,00 |       |
| Eleitorado/Participação | Eleitorado/Participação               | 6 558 | 63,14 / 100,00  | 1,05  |

#### Valadares
| Partido                 | Partido                               | Votos | %               | +/-   |
| ----------------------- | ------------------------------------- | ----- | --------------- | ----- |
|                         | Partido Social Democrata              | 2 032 | 33,81 / 100,00  | 9,72  |
|                         | Partido Socialista                    | 1 929 | 32,10 / 100,00  | 10,71 |
|                         | CDS – Partido Popular                 | 583   | 9,70 / 100,00   | 1,25  |
|                         | Coligação Democrática Unitária        | 559   | 9,30 / 100,00   | 0,70  |
|                         | Bloco de Esquerda                     | 410   | 6,82 / 100,00   | 3,67  |
|                         | Partido pelos Animais e pela Natureza | 70    | 1,16 / 100,00   | Novo  |
|                         | Outros                                | 172   | 2,87 / 100,00   |       |
| Votos Inválidos         | Votos Inválidos                       | 255   | 4,24 / 100,00   | 1,54  |
| Total                   | Total                                 | 6 010 | 100,00 / 100,00 |       |
| Eleitorado/Participação | Eleitorado/Participação               | 9 339 | 64,35 / 100,00  | 0,70  |

#### Vila Nova de Gaia (Santa Marinha)
| Partido                 | Partido                               | Votos  | %               | +/-  |
| ----------------------- | ------------------------------------- | ------ | --------------- | ---- |
|                         | Partido Social Democrata              | 5 725  | 35,03 / 100,00  | 9,51 |
|                         | Partido Socialista                    | 5 172  | 31,65 / 100,00  | 8,74 |
|                         | CDS – Partido Popular                 | 1 607  | 9,83 / 100,00   | 1,34 |
|                         | Coligação Democrática Unitária        | 1 457  | 8,92 / 100,00   | 0,77 |
|                         | Bloco de Esquerda                     | 1 153  | 7,06 / 100,00   | 4,97 |
|                         | Partido pelos Animais e pela Natureza | 201    | 1,23 / 100,00   | Novo |
|                         | Outros                                | 420    | 2,57 / 100,00   |      |
| Votos Inválidos         | Votos Inválidos                       | 606    | 3,71 / 100,00   | 0,97 |
| Total                   | Total                                 | 16 341 | 100,00 / 100,00 |      |
| Eleitorado/Participação | Eleitorado/Participação               | 26 076 | 62,67 / 100,00  | 0,75 |

#### Vilar de Andorinho
| Partido                 | Partido                               | Votos  | %               | +/-  |
| ----------------------- | ------------------------------------- | ------ | --------------- | ---- |
|                         | Partido Socialista                    | 2 948  | 34,40 / 100,00  | 8,56 |
|                         | Partido Social Democrata              | 2 627  | 30,65 / 100,00  | 9,25 |
|                         | Coligação Democrática Unitária        | 782    | 9,12 / 100,00   | 0,89 |
|                         | CDS – Partido Popular                 | 745    | 8,69 / 100,00   | 0,79 |
|                         | Bloco de Esquerda                     | 690    | 8,05 / 100,00   | 5,56 |
|                         | PCTP/MRPP                             | 137    | 1,60 / 100,00   | 0,48 |
|                         | Partido pelos Animais e pela Natureza | 94     | 1,10 / 100,00   | Novo |
|                         | Outros                                | 180    | 2,10 / 100,00   |      |
| Votos Inválidos         | Votos Inválidos                       | 368    | 4,29 / 100,00   | 1,31 |
| Total                   | Total                                 | 8 571  | 100,00 / 100,00 |      |
| Eleitorado/Participação | Eleitorado/Participação               | 14 134 | 60,64 / 100,00  | 0,46 |

#### Vilar do Paraíso
| Partido                 | Partido                        | Votos  | %               | +/-   |
| ----------------------- | ------------------------------ | ------ | --------------- | ----- |
|                         | Partido Social Democrata       | 2 617  | 36,15 / 100,00  | 9,74  |
|                         | Partido Socialista             | 2 122  | 29,31 / 100,00  | 11,04 |
|                         | CDS – Partido Popular          | 790    | 10,91 / 100,00  | 1,99  |
|                         | Coligação Democrática Unitária | 579    | 8,00 / 100,00   | 1,18  |
|                         | Bloco de Esquerda              | 526    | 7,27 / 100,00   | 4,85  |
|                         | PCTP/MRPP                      | 87     | 1,20 / 100,00   | 0,16  |
|                         | Outros                         | 209    | 2,89 / 100,00   |       |
| Votos Inválidos         | Votos Inválidos                | 309    | 4,26 / 100,00   | 1,54  |
| Total                   | Total                          | 7 239  | 100,00 / 100,00 |       |
| Eleitorado/Participação | Eleitorado/Participação        | 11 256 | 64,31 / 100,00  | 1,46  |